# Constantin Lăzărescu
Constantin Lăzărescu a fost un general român.
În primul război Mondial - maior; august 1916 - Șef al Statului Major al Diviziei a 2-a